# Boccaccio '70
Boccaccio '70 je italský povídkový film z roku 1962, který se skládá ze čtyř částí. Jednotlivé části režírovali Mario Monicelli, Federico Fellini, Luchino Visconti a Vittorio De Sica.
Do zahraniční kinodistribuce šel film v kratší verzi, která neobsahovala část točenou Monicellim. Film byl promítán na MFF v Cannes, kam ze solidarity ostatní tři režiséři nepřijeli.

## Renzo a Luciana (Renzo e Luciana)
Renzo a Luciana jsou mladý pár, který si těžko hledá soukromé chvíle pro sebe. Nejdříve žijí u rodičů, potom mají vlastní bydlení, ale každý jinou pracovní dobu.
RežieMario Monicelli
ScénářSuso Cecchi d'Amico, Mario Monicelli, Italo Calvino, Giovanni Arpino,
Hrají
- Marisa Solinasová (Luciana)
- Germano Giglioli (Renzo)

## Pokušení doktora Antonia (Le tentazioni del dottor Antonio)

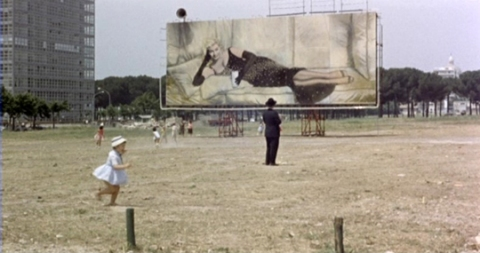
Pokušení doktora Antonia

Antonio je velký puritán. Přímo před jeho okny je instalován billboard, na kterém je vyzývavá žena se sklenicí mléka. Antonio bojuje za odstranění billboardu, ale zároveň je ženou sexuálně přitahován.
RežieFederico Fellini
ScénářEnnio Flaiano, Tullio Pinelli, Federico Fellini, Brunello Rondi, Goffredo Parise
Hrají
- Peppino De Filippo (doktor Antonio Mazzuolo)
- Anita Ekbergová (žena z billboardu)

## Práce (Il lavoro)
Pupe se dozví, že hrabě, její manžel, navštěvuje prostitutky, a navrhne, aby jí manžel za sex rovněž platil.
RežieLuchino Visconti
ScénářSuso Cecchi d'Amico, Luchino Visconti
Hrají
- Romy Schneiderová (Pupe)
- Tomás Milián (hrabě Ottavio)

## Tombola (La riffa)
Zoe pracuje na pouti na střelnici. Zoe je nabízena jako cena v tombole. Vyhraje kostelník, který nechce vítězný lístek prodat.
RežieVittorio De Sica
ScénářCesare Zavattini
Hrají
- Sophia Lorenová (Zoe)